# Erhard Brielmaier

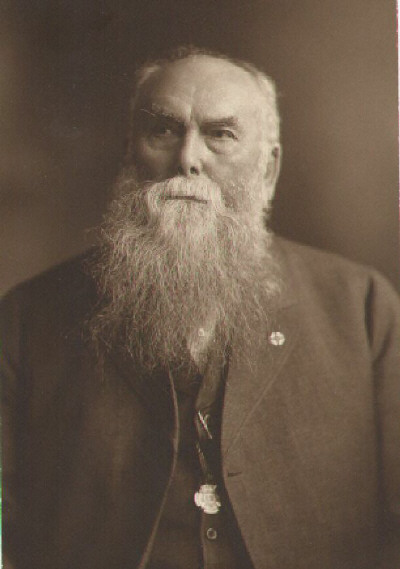
Erhard Brielmaier

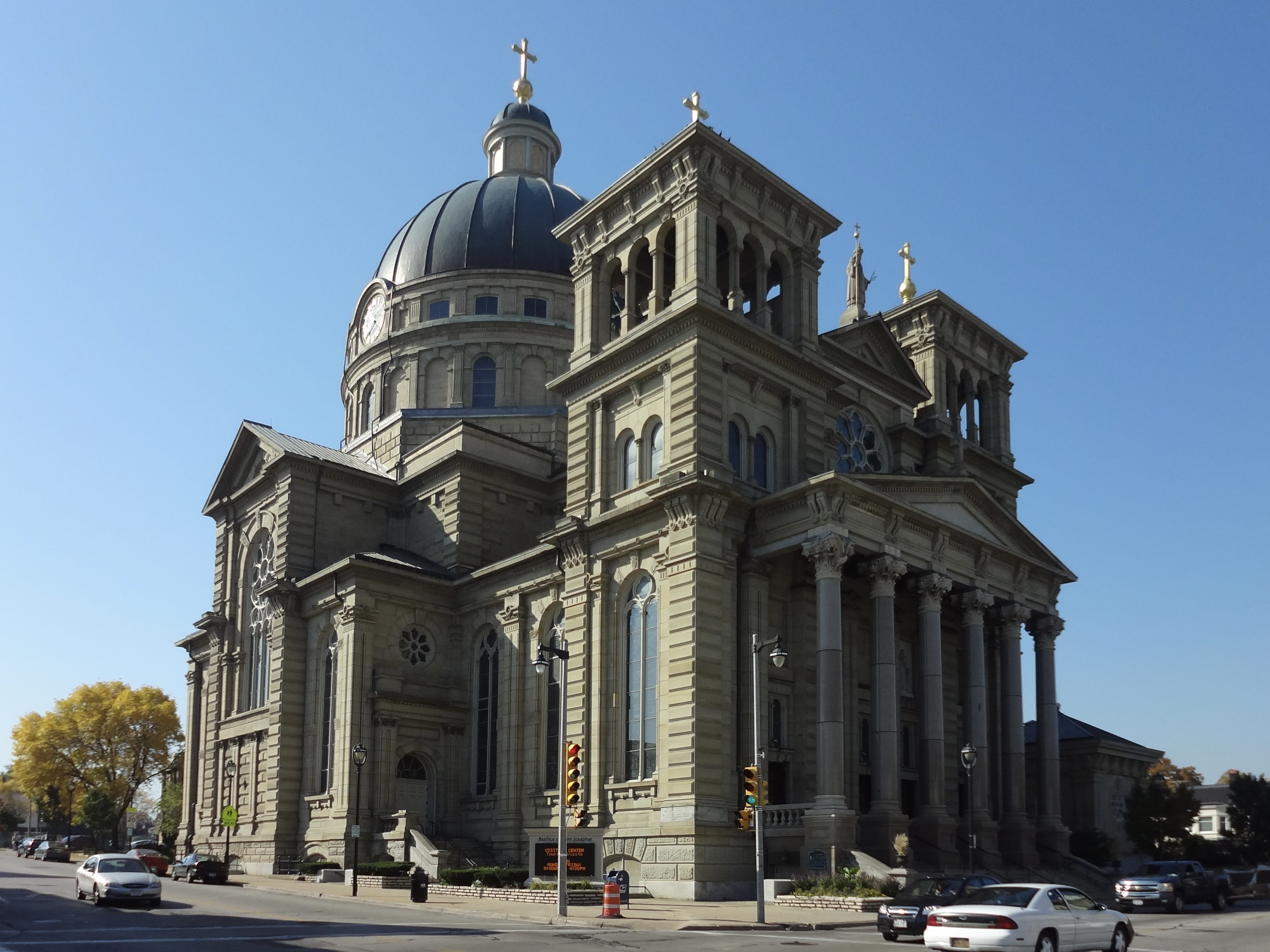
Basilika St. Josephat, Brielmaiers bedeutendstes Werk

Erhard Brielmaier (* 7. Januar 1841 in Neufra bei Rottweil, Württemberg; † 30. August 1917) war ein deutsch-amerikanischer Architekt im Kirchenbau.

## Leben
Erhard Brielmaier wanderte als Kind mit seiner Familie in der großen Emigrationswelle der Forty-Eighters nach der gescheiterten Märzrevolution 1850 in die Stadt Cincinnati in Ohio aus, die sich damals schnell entwickelte. Hier lernte Brielmaier das technische Zeichnen und wurde im Altarbau aktiv. Er arbeitete unter seinem Vater, einem Schreiner, dort plante und baute er zunächst Wohn- und Gewerbeimmobilien und sammelte erste Erfahrungen mit dem Kirchenbau.
Am 27. November 1860 heiratete er Theresia Haag, mit der er 13 Kinder hatte. 1873 zog Brielmaier mit seiner Familie nach Milwaukee und gründete dort ein Architekturbüro für Kirchenbau. 1881 hatte er mehr als ein Dutzend Angestellte. Später traten fünf seiner Söhne in die Firma ein, woraufhin 1887 das Unternehmen in E. Brielmaier&Sons umfirmierte. Bekannt wurde Brielmaier mit dem Bau der Basilika St. Josaphat 1897 bis 1901 in Milwaukee. Brielmaier&Sons soll mit einer Vertretung in Chicago bis 1960 wohl mehr als 800 Kirchen in 22 US-Bundesstaaten und Kanada entworfen haben, weiterhin auch über 200 oftmals katholische Schulen und Krankenhäuser.
Brielmaier starb 1917 und wurde auf dem Calvary Cemetery in Milwaukee bestattet, für den seine Firma das Torhaus und die Friedhofskapelle entworfen hatte.

## Kinder
Seine Söhne Bernard Anselm, Joseph Mary und Leo Anthony wurden in Architektur ausgebildet und traten in die Firma ein. Sein ältester Sohn John Erhard Brielmaier studierte Holzbildhauerei in Stuttgart. Seine Tochter Clothilde studierte Kunst in München und Rom. Sie soll als erste Frau in den USA ein eigenes Studio gehabt haben und wurde in der Kirchenausstattung mit Porträts und anderen Gemälden erfolgreich.